# Entoloma fuscum
Entoloma fuscum är en svampart som först beskrevs av Cleland, och fick sitt nu gällande namn av E. Horak 1980. Entoloma fuscum ingår i släktet Entoloma och familjen Entolomataceae.   Inga underarter finns listade i Catalogue of Life.